# Freddie Woodman
Frederick John Woodman (Londres, Inglaterra, 4 de marzo de 1997) es un futbolista británico. Juega de portero y su equipo es el Liverpool F. C. de la Premier League de Inglaterra.

## Selección nacional
El 11 de junio de 2017 se consagró campeón de la Copa mundial sub-20 venciendo en la final a Venezuela, siendo clave atajando un penal en la final para ser galardonado con el guante de oro.

## Clubes
| Club                             | País       | Año       |
| -------------------------------- | ---------- | --------- |
| Newcastle United F. C.           | Inglaterra | 2014-2022 |
| Hartlepool United F. C. (cedido) | Inglaterra | 2014      |
| Crawley Town F. C. (cedido)      | Inglaterra | 2015      |
| Kilmarnock F. C. (cedido)        | Escocia    | 2017      |
| Aberdeen F. C. (cedido)          | Escocia    | 2018      |
| Swansea City A. F. C. (cedido)   | Gales      | 2019-2021 |
| AFC Bournemouth (cedido)         | Inglaterra | 2022      |
| Preston North End F. C.          | Inglaterra | 2022-2025 |
| Liverpool F. C.                  | Inglaterra | 2025-     |

## Palmarés

### Campeonatos internacionales
| Título                    | Club (*)          | Sede          | Año  |
| ------------------------- | ----------------- | ------------- | ---- |
| Campeonato Europeo Sub-17 | Inglaterra sub-17 | Malta         | 2014 |
| Copa Mundial Sub-20       | Inglaterra sub-20 | Corea del Sur | 2017 |

(*) Incluyendo la selección.